# Campionati del mondo di atletica leggera 2022 - Lancio del disco femminile
La gara del lancio del disco femminile dei campionati del mondo di atletica leggera 2022 si è svolta tra il 18 e il 20 luglio all'Hayward Field di Eugene, negli Stati Uniti d'America.

## Podio
| Pos.    | Atleta          | Nazionalità | Misura  |
| ------- | --------------- | ----------- | ------- |
| Oro     | Feng Bin        | Cina        | 69,12 m |
| Argento | Sandra Perković | Croazia     | 68,45 m |
| Bronzo  | Valarie Allman  | Stati Uniti | 68,30 m |

## Situazione pre-gara

### Record
Prima di questa competizione, il record del mondo (RM) e il record dei campionati (RC) erano i seguenti.
| Record                | Prestazione | Atleta                        | Data                                   | Competizione  |
| --------------------- | ----------- | ----------------------------- | -------------------------------------- | ------------- |
| Record mondiale       | 76,80 m     | Gabriele Reinsch Germania Est | 9 luglio 1988 Neubrandenburg, Germania |               |
| Record dei campionati | 71,62 m     | Martina Hellmann Germania Est | 31 agosto 1987 Roma, Italia            | Mondiali 1987 |

### Campioni in carica
I campioni in carica, a livello mondiale e olimpico, erano:
| Campione | Atleta                     | Prestazione | Data                          | Competizione         |
| -------- | -------------------------- | ----------- | ----------------------------- | -------------------- |
| Olimpico | Valarie Allman Stati Uniti | 68,98 m     | 2 agosto 2021 Tokyo, Giappone | Giochi olimpici 2021 |
| Mondiale | Yaimé Pérez Cuba           | 69,17 m     | 4 ottobre 2019 Doha, Qatar    | Mondiali 2019        |

### La stagione
Prima di questa gara, gli atleti con le migliori tre prestazioni dell'anno erano:
| Pos. | Atleta                     | Prestazione | Data                                 |
| ---- | -------------------------- | ----------- | ------------------------------------ |
| 1    | Valarie Allman Stati Uniti | 71,46 m     | 8 aprile 2022 San Diego, Stati Uniti |
| 2    | Sandra Perković Croazia    | 68,19 m     | 18 giugno 2022 Parigi, Francia       |
| 3    | Kristin Pudenz Germania    | 67,10 m     | 25 giugno 2022 Berlino, Germania     |

## Risultati

### Qualificazione
Qualificazione: le atlete che raggiungono i 64,00 m (Q) o le migliori 12 misure (q).
| Pos. | Gruppo | Atleta                    | Nazionalità | 1ª prova | 2ª prova | 3ª prova | Misura | Note                                     |
| ---- | ------ | ------------------------- | ----------- | -------- | -------- | -------- | ------ | ---------------------------------------- |
| 1    | A      | Valarie Allman            | Stati Uniti | x        | x        | 68,36    | 68,36  | Q                                        |
| 2    | B      | Jorinde van Klinken       | Paesi Bassi | 62,15    | x        | 65,66    | 65,66  | Q                                        |
| 3    | B      | Yaimé Pérez               | Cuba        | 60,77    | 65,32    |          | 65,32  | Q                                        |
| 4    | B      | Claudine Vita             | Germania    | 62,13    | 64,98    |          | 64,98  | Q                                        |
| 5    | A      | Shanice Craft             | Germania    | x        | 64,55    |          | 64,55  | Q                                        |
| 6    | B      | Kristin Pudenz            | Germania    | 63,55    | 64,39    |          | 64,39  | Q                                        |
| 7    | B      | Sandra Perković           | Croazia     | 64,23    |          |          | 64,23  | Q                                        |
| 8    | A      | Feng Bin                  | Cina        | 64,01    |          |          | 64,01  | Q                                        |
| 9    | A      | Laulauga Tausaga          | Stati Uniti | x        | 62,85    | x        | 62,85  | q                                        |
| 10   | A      | Marija Tolj               | Croazia     | 61,46    | x        | x        | 61,46  | q                                        |
| 11   | A      | Liliana Cá                | Portogallo  | x        | 61,41    | 61,01    | 61,41  | q                                        |
| 12   | B      | Mélina Robert-Michon      | Francia     | 59,89    | 61,21    | x        | 61,21  | q                                        |
| 13   | B      | Alexandra Emilianov       | Moldavia    | 60,67    | x        | x        | 60,67  | Miglior prestazione personale stagionale |
| 14   | B      | Fernanda Martins          | Brasile     | 58,18    | 60,08    | 58,43    | 60,08  |                                          |
| 15   | B      | Izabela da Silva          | Brasile     | 55,28    | 59,78    | 57,29    | 59,78  |                                          |
| 16   | A      | Silinda Oneisi Morales    | Cuba        | 58,73    | 55,55    | 54,07    | 58,73  |                                          |
| 17   | B      | Veronica Fraley           | Stati Uniti | 55,98    | 51,72    | 58,32    | 58,32  |                                          |
| 18   | A      | Jade Lally                | Regno Unito | 58,21    | 55,85    | x        | 58,21  |                                          |
| 19   | A      | Chrysoula Anagnostopoulou | Grecia      | 58,15    | 56,04    | 57,61    | 58,15  |                                          |
| 20   | A      | Andressa de Morais        | Brasile     | 55,68    | 58,11    | 56,79    | 58,11  |                                          |
| 21   | A      | Chioma Onyekwere          | Nigeria     | x        | 57,87    | x        | 57,87  |                                          |
| 22   | B      | Karen Gallardo            | Cile        | 54,78    | 57,78    | x        | 57,78  |                                          |
| 23   | B      | Irina Rodrigues           | Portogallo  | 56,79    | 54,89    | 57,69    | 57,69  |                                          |
| 24   | B      | Rachel Dincoff            | Stati Uniti | 57,38    | x        | 57,62    | 57,62  |                                          |
| 25   | A      | Ieva Zarankaitė           | Lituania    | 57,39    | 57,31    | 57,57    | 57,57  |                                          |
| 26   | A      | Salla Sipponen            | Finlandia   | x        | 57,16    | 56,04    | 57,16  |                                          |
| 27   | B      | Samantha Hall             | Giamaica    | x        | 56,95    | 56,99    | 56,99  |                                          |
| 28   | A      | Daisy Osakue              | Italia      | 56,74    | x        | x        | 56,74  |                                          |
| 29   | B      | Lisa Brix Pedersen        | Danimarca   | x        | 54,60    | 56,54    | 56,54  |                                          |
| 30   | A      | Trinity Tutti             | Canada      | x        | x        | 54,36    | 54,36  |                                          |

### Finale
| Pos.    | Atleta               | Nazionalità | 1ª prova | 2ª prova | 3ª prova | 4ª prova | 5ª prova | 6ª prova | Misura | Note                                     |
| ------- | -------------------- | ----------- | -------- | -------- | -------- | -------- | -------- | -------- | ------ | ---------------------------------------- |
| Oro     | Feng Bin             | Cina        | 69,12    | x        | 66,89    | 65,88    | 65,60    | 64,62    | 69,12  | Miglior prestazione personale            |
| Argento | Sandra Perković      | Croazia     | 67,74    | 68,45    | x        | 67,74    | 66,59    | 65.57    | 68,45  | Miglior prestazione personale stagionale |
| Bronzo  | Valarie Allman       | Stati Uniti | 67,62    | 66,47    | 68,30    | 68,05    | x        | 51,41    | 68,30  |                                          |
| 4       | Jorinde van Klinken  | Paesi Bassi | x        | 62,41    | 64,00    | 60,68    | 64,97    | x        | 64,97  |                                          |
| 5       | Claudine Vita        | Germania    | 59,87    | 64,24    | 62,09    | x        | 62,60    | 61,86    | 64,24  |                                          |
| 6       | Liliana Cá           | Portogallo  | 53,24    | 63,64    | x        | 63,99    | 61,99    | x        | 63,99  | Miglior prestazione personale stagionale |
| 7       | Yaimé Pérez          | Cuba        | x        | 62,36    | 61,32    | 63,07    | 62,94    | 62,36    | 63,07  |                                          |
| 8       | Marija Tolj          | Croazia     | x        | 63,07    | 62,35    | 61,70    | 60,61    | 61,82    | 63,07  |                                          |
| 9       | Shanice Craft        | Germania    | 61,23    | x        | 62,35    |          |          |          | 62,35  |                                          |
| 10      | Mélina Robert-Michon | Francia     | 53,46    | 60,36    | 59,98    |          |          |          | 60,36  |                                          |
| 11      | Kristin Pudenz       | Germania    | x        | 59,97    | x        |          |          |          | 59,97  |                                          |
| 12      | Laulauga Tausaga     | Stati Uniti | 56,47    | 55.93    | x        |          |          |          | 56,47  |                                          |